# Stephen Hawking
Stephen William Hawking CH CBE FRS FRSA (8 tháng 1 năm 1942 – 14 tháng 3 năm 2018) là một nhà vật lý lý thuyết, nhà vũ trụ học và tác giả người Anh, từng là giám đốc nghiên cứu tại Trung tâm Vũ trụ học lý thuyết ở Đại học Cambridge vào thời điểm ông qua đời. Ông cũng là Giáo sư Toán học Lucasian tại Đại học Cambridge từ năm 1979 đến năm 2009.
Hawking sinh ra ở Oxford trong một gia đình làm nghề bác sĩ. Tháng 10 năm 1959, ông bắt đầu học đại học tại University College, Oxford và sau đó nhận bằng cử nhân vật lý hạng nhất. Ông bắt đầu công việc của mình sau khi tốt nghiệp tại Trinity Hall, Cambridge vào tháng 10 năm 1962, tại đây ông lấy bằng Tiến sĩ về toán học ứng dụng và vật lý lý thuyết, chuyên ngành thuyết tương đối rộng và vũ trụ học vào tháng 3 năm 1966. Năm 1963, Hawking được chẩn đoán mắc chứng xơ cứng teo cơ một bên (Amyotrophic lateral sclerosis, ALS), căn bệnh dần tiến triển qua nhiều thập kỷ khiến ông bị liệt toàn thân. Sau khi mất khả năng nói, ông giao tiếp thông qua một thiết bị tạo giọng nói ban đầu sử dụng công tắc cầm tay, và sau này sử dụng cơ má.
Các công trình khoa học của Hawking bao gồm sự hợp tác với Roger Penrose về các định lý điểm kỳ dị hấp dẫn trong khuôn khổ thuyết tương đối rộng và dự đoán rằng các lỗ đen sẽ phát ra bức xạ, thường được gọi là bức xạ Hawking. Ban đầu, bức xạ Hawking vấp phải tranh cãi. Vào cuối những năm 1970 và sau khi đẩy mạnh các công bố nghiên cứu, khám phá này đã được chấp nhận rộng rãi như một bước đột phá quan trọng trong vật lý lý thuyết. Hawking là người đầu tiên đặt ra lý thuyết vũ trụ học được giải thích bởi sự kết hợp giữa lý thuyết tương đối rộng và cơ học lượng tử. Ông là người ủng hộ mạnh mẽ việc diễn giải nhiều thế giới của cơ học lượng tử.
Hawking đã đạt được thành công về mặt thương mại với một số công trình khoa học phổ thông, trong đó ông thảo luận về các lý thuyết của mình và vũ trụ học nói chung. Cuốn Lược sử thời gian (tựa gốc tiếng Anh: A Brief History of Time) của ông nằm trong danh sách những quyển sách bán chạy nhất theo Sunday Times với kỷ lục 237 tuần. Hawking là thành viên Hội Hoàng gia, thành viên trọn đời của Viện Hàn lâm Giáo hoàng về Khoa học và là người nhận Huân chương Tự do Tổng thống, giải thưởng dân sự cao quý nhất ở Hoa Kỳ. Năm 2002, Hawking xếp thứ 25 trong cuộc bình chọn 100 người Anh vĩ đại nhất của BBC. Ông qua đời vào ngày 14 tháng 3 năm 2018 ở tuổi 76, sau hơn 50 năm sống chung với căn bệnh rối loạn thần kinh vận động.

## Tuổi trẻ
Stephen Hawking sinh ngày 8 tháng 1 năm 1942, tại Oxford, Anh. Cha ông là Frank Hawking và mẹ ông là Isobel Hawking. Cả hai người có điều kiện kinh tế khó khăn nhưng phấn đấu vào học tại Đại học Oxford, Frank học y trong khi Isobel học ngành triết, chính trị và kinh tế học. Hai người gặp nhau trong những ngày đầu Chiến tranh thế giới thứ Hai tại một viện nghiên cứu y học nơi Isobel làm thư ký còn Frank là nhà nghiên cứu.
Cha mẹ Hawking sống tại Highgate nhưng khi Luân Đôn bị oanh kích trong chiến tranh, mẹ ông rời xuống Oxford để sinh nở an toàn hơn. Ông có hai em gái, Philippa và Mary, và một em trai nuôi, Edward. Hawking học tiểu học ở Trường Nhà Byron; về sau ông chỉ trích cái gọi là "phương pháp tiến bộ" của trường đã khiến ông không thể học đọc.
Năm 1950, khi cha ông trở thành trưởng bộ môn ký sinh trùng tại Viện Nghiên cứu Y tế Quốc gia, gia đình Hawking chuyển tới sống tại St Albans, Hertfordshire. Hawking khi đó 8 tuổi đi học tại Trung học nữ sinh St. Albans vài tháng (vào thời đó những cậu bé ít tuổi có thể học ở trường nữ sinh). Ở St. Albans, cả gia đình thường được người xung quanh đánh giá là hết sức trí thức và có phần lập dị; trong các bữa ăn mỗi người cầm một quyển sách vừa ăn vừa im lặng đọc sách.
Họ sống trong một cuộc sống thanh đạm trong một ngôi nhà chung lớn, huyên náo và tồi tàn, và đi lại bằng một chiếc xe taxi Luân Đôn thải hồi. Cha của Hawking thường xuyên vắng nhà vì công tác ở châu Phi, và trong một dịp như vậy bà Isobel cùng các con du hành tới Mallorca bốn tháng để thăm bạn của bà Beryl và chồng bà ta-nhà thơ Robert Graves.
Trở về Anh, Hawking vào học Trường Radlett trong một năm và từ năm 1952 chuyển sang Trường St Albans. Gia đình ông rất đề cao giá trị của việc học hành. Cha Hawking muốn con trai mình học trường Westminster danh giá, nhưng Hawking lúc đó 13 tuổi bị ốm vào đúng ngày thi lấy học bổng. Gia đình ông không thể trang trải học phí mà không có phần học bổng hỗ trợ, nên Hawking đành tiếp tục học ở St Albans. Một hệ quả tích cực của điều này đó là Hawking duy trì được một nhóm bạn thân mà ông thường tham gia chơi bài, làm pháo hoa, các mô hình phi cơ và tàu thuyền, cũng như thảo luận về Cơ đốc giáo và năng lực ngoại cảm. Từ năm 1958, với sự giúp đỡ của thầy dạy toán nổi tiếng Dikran Tahta, họ xây dựng một máy tính với các linh kiện lấy từ đồng hồ, một máy tổng đài điện thoại cũ và các thiết bị tái chế khác.
Thực tế rằng khi 9 tuổi, kết quả học tập của ông chỉ đứng ở phần cuối lớp. Lên các lớp trên có sự tiến bộ hơn nhưng không nhiều. Vấn đề không nằm ở trí tuệ mà có vẻ do sự trễ nải của ông. Và mặc dù điểm số không tốt nhưng cả giáo viên và bạn bè đều thấy được tố chất thiên tài của ông. Biệt danh của ông ở trường là "Einstein". Theo thời gian, ông ngày càng chứng tỏ năng khiếu đáng chú ý đối với các môn khoa học tự nhiên, và nhờ thầy Tahta khuyến khích, quyết định học toán tại đại học. Cha Hawking khuyên ông học y vì lo ngại rằng không có mấy việc làm cho một sinh viên ngành toán ra trường. Theo nguyện vọng của cha, Hawking tới học dự bị ở trường cha ông từng học là University College (thuộc Đại học Oxford). Vì khi đó tại trường không có ngành toán, Hawking quyết định học vật lý và hóa học. Mặc dù hiệu trưởng khuyên ông chờ thêm một năm, Hawking đã thi sớm và giành học bổng tháng 3 năm 1959.

## Thời đại học
Tháng 10 năm 1959, Hawking vào học tại Đại học Oxford khi mới 17 tuổi. Trong 18 tháng đầu tiên ông thấy chán học và cô đơn: ông ít tuổi hơn phần lớn sinh viên, và thấy việc học hành "dễ một cách kỳ cục". Thầy dạy vật lý Robert Berman sau này kể lại, "Đối với cậu ta chỉ cần biết điều gì đó có thể thực hiện, và cậu có thể làm nó mà không cần phải ngó xem những người khác đã làm thế nào." Một sự thay đổi xảy ra vào năm thứ hai và thứ ba khi, theo Berman, Hawking cố gắng trở nên hòa nhập hơn với trang lứa. Hawking phấn đấu và trở thành một sinh viên được quý mến, hoạt bát, dí dỏm, hứng thú với nhạc cổ điển và tiểu thuyết viễn tưởng. Một phần sự biến chuyển này đến từ quyết định gia nhập Câu lạc bộ đua thuyền của trường, nơi Hawking phụ trách lái trong một đội đua thuyền. Huấn luyện viên khi đó nhận thấy Hawking trau dồi một phẩm cách táo bạo, lái đội đua theo những hướng nguy hiểm thường dẫn tới thuyền bị hư hại.
Hawking ước tính rằng ông đã học chừng 1000 giờ trong 3 năm ở Oxford (tức trung bình 1 giờ/ngày). Thói quen học hành không ấn tượng này khiến cho các kì thi cuối kỳ của ông trở nên đáng ngại, và ông quyết định chỉ trả lời những câu hỏi vật lý lý thuyết và bỏ qua những câu đòi hỏi kiến thức thực tế. Trong khi đó, ông cần phải có một bằng danh dự hạng nhất để đăng ký học tại ngành vũ trụ học tại Đại học Cambridge mà ông đã dự tính. Kỳ thi diễn ra căng thẳng và kết quả nằm ở đúng điểm số ranh giới giữa hạng nhất và hạng nhì, và như thế cần có thêm buổi kiểm tra vấn đáp (viva) để phân hạng.
Hawking lo rằng sẽ bị xem là một sinh viên lười nhác và khó tính, nên tại buổi vấn đáp khi được yêu cầu mô tả kế hoạch tương lai của mình, ông trả lời "Nếu các vị trao cho tôi hạng Nhất, tôi sẽ tới Cambridge. Nếu tôi nhận hạng Nhì, tôi sẽ ở lại Oxford, vì vậy tôi hi vọng các vị cho tôi hạng Nhất." Kết quả ông được hạng Nhất ngoài mong đợi: Berman bình luận rằng "giám khảo đủ thông minh để nhận ra rằng họ đang nói chuyện với ai đó thông minh hơn nhiều phần lớn người trong số họ". Với bằng cử nhân hạng nhất tại Oxford và sau một chuyến du lịch tới Iran cùng với một người bạn, Hawking bắt đầu vào học bậc trên đại học tại Trinity Hall (Đại học Cambridge) từ tháng 10 năm 1962.
Năm thứ nhất là nghiên cứu sinh tiến sĩ của Hawking thực sự khó khăn. Ban đầu ông có phần thất vọng vì được chỉ định làm luận án dưới sự hướng dẫn của Dennis William Sciama thay vì nhà thiên văn học lừng danh Fred Hoyle, đồng thời thấy mình chưa được trang bị đầy đủ kiến thức toán học để nghiên cứu thuyết tương đối rộng và vũ trụ học.'
Ông cũng phải vật lộn với sức khỏe suy giảm. Hawking bắt đầu vướng phải những khó khăn trong vận động kể từ năm cuối ở Oxford, bao gồm một cú ngã cầu thang và không thể đua thuyền. Nay vấn đề tệ hơn, và tiếng nói của ông trở lên lắp bắp; gia đình ông nhận thấy sự thay đổi này khi ông nghỉ kì Giáng Sinh và đưa ông đi khám bệnh. Năm Hawking 21 tuổi, người ta chẩn đoán ông mắc bệnh thần kinh vận động và khi đó các bác sĩ cho rằng ông chỉ sống thêm được 2 năm nữa.
Sau khi có kết quả chẩn đoán, Hawking rơi vào trầm uất; mặc dù các bác sĩ khuyên ông tiếp tục học hành, ông cảm thấy chẳng còn mấy ý nghĩa. Tuy nhiên cùng thời gian đó, mối quan hệ của ông với Jane Wilde, bạn của em gái ông, người mà ông gặp ít lâu trước khi chẩn đoán bệnh, tiếp tục phát triển. Hai người đính hôn vào tháng 10 năm 1964. Sau này Hawking nói rằng việc đính hôn đã "cho ông điều gì đó để sống vì nó." Mặc cho căn bệnh ngày càng diễn tiến xấu đi-Hawking bắt đầu khó có thể đi mà không có giúp đỡ, và giọng của ông hầu như không thể hiểu được-ông giờ đây quay trở lại công việc với niềm hứng thú. Hawking bắt đầu nổi danh về trí tuệ xuất chúng cũng như tính cách ngược ngạo khi ông công khai thách thức công trình của Fred Hoyle và sinh viên của ông này, Jayant Narlikar, trong một bài thuyết trình tháng 9 năm 1964.
Khi Hawking bắt đầu làm nghiên cứu sinh, có nhiều tranh cãi trong cộng đồng vật lý về các lý thuyết đang thịnh hành liên quan tới sự khai sinh vũ trụ: thuyết Vụ Nổ Lớn và thuyết vũ trụ tĩnh tại (được Hoyle cổ vũ). Dưới ảnh hưởng của định lý về kì dị không-thời gian trong tâm các hố đen của Roger Penrose, Hawking áp dụng ý tưởng tương tự cho toàn thể vũ trụ, và trong năm 1965 đã viết luận án tiến sĩ về chủ đề này. Bên cạnh đó, có những tiến triển tích cực khác: Hawking nhận học bổng nghiên cứu tại Cao đẳng Gonville và Caius (thuộc Đại học Cambridge), ông và Jane kết hôn ngày 14 tháng 7 năm 1965. Ông nhận bằng tiến sĩ tháng 3 năm 1966, và tiểu luận của ông, "Các kỳ dị và Hình học của Không-Thời gian" cùng với luận văn của Penrose nhận giải Adams (giải dành cho nghiên cứu toán học xuất sắc nhất hàng năm của Cambridge) năm đó.

## Phần sau cuộc đời và sự nghiệp

### 1966–1975
Những năm mới cưới đầy hoạt động sôi nổi: Jane sống ở Luân Đôn trong thời gian cô hoàn thành việc học đại học và họ tới thăm Hoa Kỳ vài lần cho hội thảo và các cuộc gặp liên quan tới vật lý. Họ đã rất khó khăn để tìm được nhà ở vì lí do khoảng cách từ nhà đến cơ quan Toán học Ứng dụng và Vật lý lý thuyết (DAMTP) ở Đại học Cambridge nơi ông nhận một vị trí giảng dạy. Jane bắt đầu làm nghiên cứu sinh, Jane sinh đứa con trai đầu lòng, Robert vào tháng 5 năm 1967.
Hợp tác với Penrose, Hawking mở rộng các quan niệm về định lý điểm kì dị mà ông khám phá trong luận án tiến sĩ. Điều này không chỉ bao gồm sự tồn tại của các kỳ dị mà còn là lý thuyết rằng vũ trụ tự nó có thể khởi đầu từ một kì dị. Tiểu luận chung của họ tham gia và về nhì trong cuộc thi của Quỹ Nghiên cứu Lực Hấp dẫn năm 1968. Năm 1970 họ công bố một phép chứng minh rằng nếu vũ trụ tuân theo lý thuyết tương đối tổng quát và phù hợp với bất kỳ mô hình nào về vũ trụ học vật lý phát triển bởi Alexander Friedmann, thì nó phải khởi đầu từ một kì dị.
Vào cuối thập niên 1960, sức khỏe của Hawkings lại suy giảm một lần nữa: ông bắt đầu phải dùng nạng và thường xuyên hủy các buổi giảng. Khi dần mất khả năng viết, ông phát triển các phương pháp thị giác để thay thế, bao gồm nhìn các phương trình theo cách hiểu hình học. Nhà vật lý Werner Israel sau này so sánh những kỳ tích đó với việc Mozart sáng tác toàn bộ bản giao hưởng trong đầu. Mặt khác Hawking lại tỏ ra độc lập một cách mãnh liệt và không bằng lòng chấp nhận giúp đỡ hay chịu khuất phục trước sự tàn tật của mình. Hawking ưa thích được người khác xem "trước hết như một nhà khoa học, thứ đến như một nhà văn phổ biến khoa học, và quan trọng nhất: một người bình thường với cùng những ham muốn, nghị lực, ước mơ và tham vọng như những người xung quanh."
Jane Hawking về sau ghi nhận rằng "vài người sẽ gọi đó là sự quyết tâm, một số khác lại cho là ngoan cố. Tôi vẫn gọi nó bằng cả hai tên cùng lúc hoặc từng lúc." Cần rất nhiều sự thuyết phục mới làm cho ông chấp nhận ngồi xe lăn vào cuối những năm 1960, nhưng sau này ông trở nên nổi tiếng trong học xá vì việc phóng xe lăn nhanh bừa bãi. Đồng nghiệp thấy ông là một người dễ mến và dí dỏm, nhưng bệnh tật cũng như danh tiếng về trí tuệ và sự ngạo ngược của ông tạo khoảng cách giữa ông và vài người.. Năm 1969, để giữ ông lại ở Caius, người ta tạo ra một chương trình dành riêng cho ông mang tên 'Học bổng Nghiên cứu Ưu tú trong Khoa học".
Con gái của Hawking, Lucy chào đời năm 1970. Sau đó ít lâu Hawking khám phá ra thứ sau này được biết đến dưới tên "Định luật thứ hai của cơ học hố đen", khẳng định rằng chân trời sự kiện của hố đen không bao giờ có thể thu nhỏ hơn. Cùng với James M. Bardeen và Brandon Carter, ông đề xuất bốn định luật của cơ học lỗ đen, vạch ra một sự tương đồng với động lực học cổ điển. Dưới ảnh hưởng của Hawking, Jacob Bekenstein, một nghiên cứu sinh của John Wheeler, đi xa hơn—và cuối cùng tỏ ra chính xác—khi đơn thuần áp dụng các quan niệm động lực học sang cơ học lỗ đen. Những năm đầu thập niên 1970, công trình của Hawking với Carter, Werner Israel và David C. Robinson ủng hộ luận điểm của Wheeler về "hố đen không có tóc", rằng bất kể hố đen ban đầu tạo thành từ vật liệu nào, nó hoàn toàn có thể mô tả bằng ba tính chất khối lượng, điện tích và sự tự quay. Tiểu luận có tên "Những Hố đen" của ông thắng giải thưởng Quỹ Nghiên cứu Lực Hấp dẫn tháng 1 năm 1971. Cuốn sách đầu tiên của Hawking Cấu trúc Vĩ mô của Không-Thời gian (tựa gốc tiếng Anh: The Large Scale Structure of Space–Time) viết với George Ellis xuất bản năm 1973.
Từ năm 1973, Hawking bắt đầu chuyển sang nghiên cứu hấp dẫn lượng tử và cơ học lượng tử. Đề tài nghiên cứu này được dấy lên sau một chuyến thăm tới Moskva và những cuộc thảo luận với Yakov Borisovich Zel'dovich và Alexander Starobinsky, công trình của họ chỉ ra rằng theo nguyên lý bất định các hố đen quay phát ra các hạt. Gây phiền hà cho Hawking, những tính toán được kiểm tra nhiều lần của ông cho ra những phát hiện mâu thuẫn với định luật của ông, vốn khẳng định rằng các hố đen không bao giờ co lại (chỉ giữ nguyên hoặc lớn lên), và ủng hộ lập luận của Bekenstein về entropy của chúng. Các kết quả, được Hawking trình bày năm 1974, chỉ ra rằng hố đen phát ra bức xạ - mà ngày nay được gọi là bức xạ Hawking - cho đến khi chúng cạn kiệt năng lượng và bay hơi. Ban đầu, bức xạ Hawking gây nhiều tranh cãi. Nhưng đến cuối những năm 1970 và sau những công bố nghiên cứu sâu hơn, khám phá này được chấp nhận rộng rãi như một đột phá quan trọng trong vật lý lý thuyết.
Tháng 3 năm 1974, vài tuần sau khi công bố bức xạ Hawking, Hawking trở thành thành viên của Hội Hoàng gia, và là một trong những nhà khoa học trẻ tuổi nhất từng nhận vinh dự này.
Hawking hiếm khi thảo luận về bệnh tật và các vấn đề thể chất, ngay cả lúc mới yêu với Jane. Bệnh tật của Hawking khiến cho mọi trách nhiệm trong gia đình dồn lên vai vợ ông, nhưng điều đó lại cho ông thêm thời gian để suy nghĩ về vật lý. Khi Hawking nhận Học bổng Ưu tú Sherman Fairchild làm giáo sư thỉnh giảng tại Viện Công nghệ California (Caltech) năm 1974, Jane đề xuất rằng một nghiên cứu sinh hoặc sinh viên hậu tiến sĩ sống với họ và giúp chăm sóc ông. Hawking chấp nhận, và Bernard Carr chuyển  tới California sống cùng gia đình, người đầu tiên trong số nhiều sinh viên đảm trách vai trò này.
Gia đình họ đã có một năm hạnh phúc và đầy hứng khởi ở Pasadena. Hawking làm việc với người bạn trong khoa Vật lý lý thuyết, Kip Thorne, và đánh cược với ông này về chuyện sao tối (sao chứa một hàm lượng lớn vật chất tối neutralino) Cygnus X-1 là một hố đen. Vụ cá cược là một kiểu "chính sách bảo hiểm" đáng ngạc nhiên chống lại đề xuất rằng hố đen không tồn tại. Hawking ghi nhận rằng ông đã thua cuộc năm 1990, trò cá cược khoa học vui vẻ đầu tiên trong số vài cuộc mà ông đánh cược với Thorne và những người khác. Hawking về sau vẫn duy trì các mối quan hệ gắn bó với Caltech, hầu như năm nào cũng thăm viện khoảng một tháng.

### 1975–1990

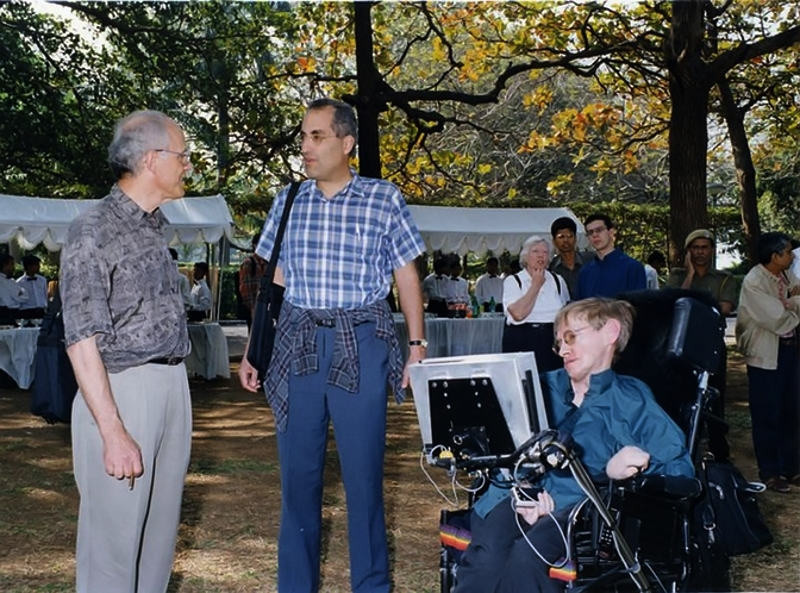
Hawking với các nhà lý thuyết dây David Gross và Edward Witten tại Hội nghị Lý thuyết Dây 2001 tại Viện Nghiên cứu Cơ bản Tata, Ấn Độ

Hawking trở về Cambridge tháng 10 năm 1975 với một căn nhà mới, một công việc mới-Phó Giáo sư (Reader, một vị trí đặc biệt ở các trường đại học Anh, cao hơn giảng viên cao cấp, nhưng chưa tới ghế giáo sư). Don Page, người bắt đầu thân thiết với Hawking ở Caltech, đến Anh để làm việc như một nghiên cứu sinh, trợ lý sống trong nhà ông. Với sự giúp đỡ của Page và một thư ký, các trách nhiệm của Jane nhẹ bớt và cô có thể quay lại với luận án của mình cũng như niềm yêu thích mới dành cho ca hát.
Nửa sau thập niên 1970 là một thời kì công chúng có sự quan tâm ngày càng tăng tới hố đen và những nhà vật lý nghiên cứu đề tài này; do đó Hawking thường xuyên được báo chí và truyền hình mời phỏng vấn.
Ông cũng hưởng ngày càng nhiều sự ghi nhận dành cho công trình của mình. Năm 1975 ông nhận Huy chương Eddington và Huy chương Vàng Pius XI, và năm 1976 là Giải Dannie Heineman, Giải thưởng Maxwell và Huy chương Hughes. Hawking được đề bạt chức giáo sư về vật lý hấp dẫn năm 1977, khi mới 35 tuổi. Năm sau đó ông nhận Huy chương Albert Einstein và một bằng tiến sĩ danh dự từ Đại học Oxford.
Giọng nói của Hawking ngày càng khó khăn hơn, và đến cuối những năm 1970 chỉ còn gia đình và những người bạn thân nhất hiểu được ông. Để giao tiếp với những người khác, ai đó hiểu rõ sẽ dịch lời ông cho người kia. Bị khích động từ một cuộc tranh luận với Đại học về việc ai sẽ trả tiền cho các bờ dốc thoải để ông có thể đi xe lăn tới chỗ làm, Hawking và vợ vận động cho việc cải thiện các lối đi vào hỗ trợ cho những người bị tật nguyền ở Cambridge, bao gồm việc nuôi các sinh viên tàn tật trong trường.
Dù vậy, nhìn chung Hawking có những cảm giác mâu thuẫn về vai trò của mình như một người bênh vực cho quyền của người tàn tật: trong khi muốn giúp đỡ người khác, ông tìm cách tách bản thân ra khỏi chuyện bệnh tật và các khó khăn của nó. Việc ông thiếu dấn thân vào cuộc đấu tranh khiến ông hứng chịu một số chỉ trích.
Trong lúc ấy gia đình Hawking chào đón đứa con thứ ba, Timothy, vào tháng 4 năm 1979. Mùa thu đó Hawking được bổ nhiệm vào ghế Giáo sư Toán học Lucas, một vị trí danh tiếng hàng đầu ở Đại học Cambridge cũng như trên thế giới, từng là vị trí của Isaac Newton và Paul Dirac.
Buổi giảng nhậm chức Giáo sư của Hawking có tựa đề "Is the end in sight for Theoretical Physics" (tạm dịch, "Có một viễn cảnh kết cục cho Vật lý lý thuyết?") đã đề xuất Siêu hấp dẫn N=8 như lý thuyết hàng đầu nhằm giải quyết nhiều bài toán nổi bật mà các nhà vật lý đang nghiên cứu. Sự thăng chức của Hawking lại trùng hợp với một cơn đột biến suy sụp sức khỏe khiến Hawking phải chấp chận, dù rất miễn cưỡng, một vài dịch vụ điều dưỡng tại gia. Cùng lúc đó ông cũng thực hiện một sự chuyển hướng tiếp cận đối với vật lý, trở nên suy nghĩ theo trực giác và ước đoán hơn là nhấn mạnh vào các phép chứng minh toán học. Ông nói với Kip Thorne: "Tôi sẽ là đúng đắn hơn là chính xác". Năm 1981 ông đề xuất rằng thông tin của một hố đen bị mất không thể phục hồi khi một hố đen bốc hơi. Nghịch lý thông tin hố đen này vi phạm nguyên lý cơ bản của cơ học lượng tử, và dẫn tới nhiều năm tranh cãi, trong đó có cái gọi là "Chiến tranh Hố Đen" giữa ông với Leonard Susskind và Gerard 't Hooft.
Tháng 12 năm 1977, Jane gặp một tay chơi đàn organ tên là Jonathan Hellyer Jones khi hát tại một dàn nhạc nhà thờ. Hellyer Jones trở nên gần gũi với gia đình Hawking, và đến giữa những năm 1980, Jones và Jane nảy nở tình cảm lãng mạn với nhau. Theo Jane, chồng bà chấp nhận hoàn cảnh đó, khẳng định rằng "ông ấy sẽ không phản đối chừng nào tôi còn tiếp tục yêu ông ta." Jane và Hellyer Jones quyết định không phá vỡ gia đình và mối quan hệ của họ vẫn giữ trong sáng trong một thời gian dài.
Vũ trụ lạm phát—một lý thuyết đề xuất rằng theo sau Vụ Nổ Lớn vũ trụ ban đầu mở rộng cực kỳ nhanh chóng trước khi giảm tốc độ thành một sự giãn nở chậm hơn— được Alan Guth đề xuất và sau đó Andrei Linde phát triển. Từ sau một hội nghị ở Moskva tháng 10 năm 1981, Hawking và Gary Gibbons tổ chức một cuộc hội thảo Nuffield dài ba tuần trong mùa hè năm 1982 về Vũ trụ Nguyên thủy tại Đại học Cambridge, tập trung chủ yếu vào lý thuyết mới này. Hawking cũng bắt đầu một hướng nghiên cứu lý thuyết lượng tử mới tìm hiểu nguồn gốc vũ trụ. Năm 1981 tại một hội nghị ở Vatican ông giới thiệu một công trình đề xuất rằng vũ trụ có thể không có biên-không có điểm đầu hay điểm cuối.
Kế tiếp đó ông phát triển mối cộng tác với James Hartle, và vào năm 1983 họ xuất bản một mô hình, được gọi là trạng thái Hartle-Hawking. Mô hình này đề xuất rằng trước kỷ nguyên Planck, vũ trụ không có biên trong không-thời gian; trước Vụ Nổ Lớn, thời gian không tồn tại và khái niệm về một sự khởi đầu của vũ trụ do đó là vô nghĩa. Điểm kì dị ban đầu của các mô hình Vụ Nổ Lớn cổ điển được thay thế bằng một vùng tương tự như Bắc Cực. Người ta không thể đi về phía bắc của Bắc Cực, nhưng không có biên giới nào ở đó-đơn giản đó là điểm mà tất cả các đường kinh tuyến hướng về phía bắc gặp nhau và kết thúc. Ban đầu đề xuất không biên này tiên đoán một vũ trụ đóng với những ngụ ý về sự không tồn tại của Chúa Trời. Như Hawking từng giải thích, "Nếu vũ trụ không có biên mà tự bao bọc... thì Chúa sẽ không có bất kỳ tự do lựa chọn nào về việc vũ trụ bắt đầu ra sao."
Hawking cũng không loại trừ sự tồn tại của một Đấng Sáng Thế, đặt câu hỏi trong Lược sử Thời gian "Lý thuyết thống nhất có phải vì quá hấp dẫn mà phải tồn tại không??" Trong thời kỳ đầu, Hawking nói về Chúa theo nghĩa siêu hình. Trong Lược sử Thời gian, ông viết: "Nếu chúng ta tìm được câu trả lời, thì đó là sự thắng lợi cuối cùng của trí tuệ con người - chúng ta sẽ biết được ý của Chúa."
Cũng trong cuốn sách này ông đề xuất rằng sự tồn tại của Chúa Trời là không cần thiết để giải thích nguồn gốc của vũ trụ. Những cuộc thảo luận về sau với Neil Turok dẫn ông tới nhận thức rằng nó cũng tương thích với một vũ trụ mở.
Những công trình về sau của Hawking trong lĩnh vực mũi tên thời gian dẫn tới một bài báo công bố năm 1985 lập luận rằng nếu đề xuất không biên là đúng, thì vào lúc vũ trụ ngừng dãn nở và cuối cùng suy sụp, thời gian sẽ chạy theo hướng ngược lại. Một công bố của Don Page và Raymond Laflamme khiến Hawking về sau từ bỏ quan niệm này.
Những vinh dự tiếp tục đến với ông: năm 1981 ông nhận Huy chương Franklin, và năm 1982 nhận tước CBE (một tước bậc hiệp sĩ hạng thấp của Đế quốc Anh).
Tuy nhiên các danh hiệu không giúp thanh toán hóa đơn, nên dưới nhu cầu trang trải chi phí việc học hành của con cái và sinh hoạt gia đình, năm 1982 Hawking quyết định một cuốn sách phổ biến khoa học về vũ trụ mà đông đảo công chúng có thể tiếp cận được. Thay vì đem in tại một nhà xuất bản chuyên về học thuật, ông ký hợp đồng với Bantam Books, một nhà xuất bản cho thị trường đại chúng, và nhận một khoản tiền đặt cọc lớn cho tác phẩm. Bản thảo đầu tiên của cuốn sách có tựa đề A Brief History of Time (tức "Lược sử thời gian") hoàn thành năm 1984.
Trong một chuyến đi thăm CERN ở Genève mùa hè năm 1985, Hawking mắc viêm phổi mà với thể trạng sẵn yếu ớt của ông nó có thể đe dọa tính mạng; ông yếu tới mức bác sĩ từng hỏi Jane có nên chấm dứt các thiết bị duy trì sự sống của ông. Bà từ chối và ông đã sống sót, nhưng phải trải qua một ca phẫu thuật mở khí quản đòi hỏi chăm sóc điều dưỡng suốt ngày đêm và loại bỏ năng lực phát âm ít ỏi còn lại của ông. Cơ quan Chăm sóc Sức khỏe Anh (NHS) nhận trả phí ở viện điều dưỡng nhưng Jane cương quyết muốn ông sống ở nhà. Chi phí chăm sóc được một quỹ ở Hoa Kỳ chu cấp. Các y tá được thuê suốt ba ca để chăm sóc ông hai mươi bốn tiếng đồng hồ mỗi ngày. Một trong số những người được mướn là Elaine Mason, người về sau trở thành vợ thứ hai của ông.
Để giao tiếp, ban đầu Hawking rướn lông mày để chọn những chữ cái trên một thẻ đánh vần. Nhưng về sau ông nhận được một chương trình máy tính tên là "Equalizer" từ Walt Woltosz. Trong một phương pháp mà ông sử dụng tới tận ngày nay, sử dụng một công tắc ông chọn các cụm từ, từ, hoặc chữ cái từ một bộ nhớ chứa khoảng 2500-3000 lựa chọn được quét qua bởi máy. Chương trình ban đầu chạy trên một máy tính đề bàn. Nhưng chồng của Elaine Mason là David, một kỹ sư máy tính, đã lắp một máy tính nhỏ và gắn nó vào xe lăn của Hawking. Thoát khỏi nhu cầu cần ai đó diễn giải giọng mình, Hawking bình luận rằng "Giờ tôi đâm ra giao tiếp tốt hơn là trước khi tôi mất giọng nói."
Tiếng nói nhân tạo của chiếc máy ông dùng có một giọng Mỹ và không còn được sản xuất. Mặc dù có những tiếng nói khác, ông vẫn duy trì giọng ban đầu này, nói rằng ông ưa thích giọng hiện tại và đồng nhất với nó. Vào thời điểm đó, ông sử dụng công tắc bằng tay và có thể tạo đến 15 từ mỗi phút. Các bài giảng được chuẩn bị từ trước, và gửi tới bộ tổng hợp giọng nói thành những đoạn ngắn khi phát.
Một trong những thông điệp đầu tiên Hawking đưa ra với thiết bị phát giọng nói của mình là yêu cầu trợ lý giúp ông hoàn thành việc viết "Lược sử Thời gian". Peter Guzzardi, biên tập ở Bantam, thúc đẩy ông phải giải thích các ý tưởng một cách rõ ràng trong ngôn ngữ không mang tính kỹ thuật, một quá trình đòi hỏi nhiều lần chỉnh sửa từ một Hawking ngày càng cáu kỉnh. Cuốn sách cuối cùng cũng ấn hành tháng 4 năm 1988 ở Hoa Kỳ và tháng 6 ở Anh quốc, và trở thành một thành công phi thường, nhanh chóng vươn lên đầu các danh sách bán chạy nhất ở cả hai quốc gia và duy trì vị trí không chỉ nhiều tuần mà nhiều năm liên tục.
"Lược sử Thời gian" được dịch sang nhiều thứ tiếng, và tới năm 2009 bán được ít nhất 9 triệu bản. Truyền thông hết sức chú ý đến hiện tượng kỉ lục này, và cả trang bìa tờ Newsweek cùng một chương trình truyền hình đặc biệt mô tả ông là "Master of the Universe" (tạm dịch, "Bậc thầy Vũ trụ"). Thành công dẫn đến những khoản tiền hậu hĩnh, nhưng cũng đem lại thách thức trong vai trò người nổi tiếng. Hawking đã du hành liên tục để quảng bá công trình của mình, và tham gia tiệc tùng và khiêu vũ tới tận đêm khuya.
Những lời mời và các vị khách khó từ chối khiến ông ít có thời gian dành cho công việc và các học trò. Vài đồng nghiệp phật ý vì sự chú ý dành cho Hawking, cảm giác rằng đó chủ yếu là do sự tàn tật của ông. Ông cũng nhận thêm nhiều ghi nhận về mặt học thuật, bao gồm thêm năm bằng tiến sĩ danh dự, Huy chương Vàng của Hội Thiên văn học Hoàng gia (1985), Huy chương Paul Dirac (1987) và cùng với Penrose nhận Giải Wolf danh tiếng (1988). Năm 1989, ông được Nữ hoàng Elizabeth II phong tước CH (tước hiệu dân sự cao thứ hai mà một bình dân Anh có thể đạt được, thấp hơn Huân chương Công trạng–OM).

### 1990–2000
Cuộc hôn nhân giữa Jane và Stephen Hawking trải qua áp lực trong nhiều năm. Jane cảm thấy bị đè nặng bởi sự dòm ngó vào đời sống gia đình họ bởi những người y tá và trợ lý. Tác động của việc Hawking trở nên nổi danh cũng gây thách thức cho các đồng nghiệp và thành viên gia đình, và trong một lần phỏng vấn Jane đã mô tả vai trò của bà "đơn thuần là nói cho ông ấy biết ông ấy không phải Chúa Trời." Quan điểm bất khả tri về tôn giáo của Hawking cũng tương phản với đức tin Ki tô giáo mạnh mẽ của người vợ, và dẫn đến những căng thẳng giữa họ.
Vào cuối những năm 1980 Hawking trở nên ngày càng gần gũi với một trong số các y tá của ông, Elaine Mason, điều gây nên khó chịu cho một số đồng nghiệp, hộ lý và thành viên gia đình-những người thấy phiền toái bởi cá tính gây gổ và sự bao bọc của Elaine đối với Hawking. Cuối cùng Hawking nói với Jane rằng ông đang rời bỏ bà để tới với Elaine, và rời ngôi nhà vào tháng 2 năm 1990. Trong năm đó, Hawking nhận một cô gái Việt Nam sống ở Làng trẻ em SOS tên là Nguyễn Thị Thu Nhàn làm con nuôi, và họ từng sang Việt Nam năm 1997 để thăm Nhàn.
Hawking và Jane chính thức ly dị vào mùa xuân năm 1995, sau đó tới tháng 9 Hawking kết hôn với Elaine, tuyên bố rằng "Thật tuyệt vời—Tôi đã cưới người phụ nữ tôi yêu."
Hawking vẫn theo đuổi sự nghiệp vật lý: năm 1993 ông đồng biên tập một cuốn sách về hấp dẫn lượng tử Euclid với Gary Gibbons, và công bố một tuyển tập các bài viết của ông về hố đen và Vụ Nổ Lớn. Năm 1994 ở Viện Newton thuộc Cambridge, Hawking và Penrose trình bày một loạt sáu bài giảng, được in lại năm 1996 dưới tên "Bản chất của Không gian và Thời gian". Năm 1997 ông nhận thua một ván cược công khai năm 1991 với Kip Thorne và John Preskill ở Caltech. Hawking từng cá rằng đề xuất của Penrose về một "phỏng đoán kiểm duyệt vũ trụ"–rằng không thể nào có "kì dị trần truồng" không che bởi một chân trời là đúng. Sau khi khám phá ra rằng sự nhận thua đó có phần vội vã, một ván cược mới, chặt chẽ hơn, được thực hiện, đặc tả rằng những kì dị như thế sẽ xảy ra mà không có các điều kiện phụ.
Cùng năm đó, Thorne, Hawking và Preskill tiến hành vụ cược khác, lần này liên quan tới nghịch lý thông tin hố đen. Thorne và Hawking lập luận rằng vì thuyết tương đối tổng quát khiến cho hố đen không thể nào bức xạ và mất thông tin, thế thì khối lượng-năng lượng và thông tin mang bởi Bức xạ Hawking phải "mới", và không phải từ bên trong chân trời sự kiện của hố đen. Vì điều này mâu thuẫn với cơ học lượng tử về tính nhân quả ở cấp độ vi mô, tự thân lý thuyết cơ học lượng tử cần phải được viết lại. Preskill lập luận theo hướng ngược lại, rằng cơ học lượng tử đề xuất rằng thông tin phát ra bởi một hố đen liên quan tới thông tin rơi vào nó ở một thời điểm trước đấy, quan niệm về hố đen cho bởi thuyết tương đối tổng quát phải được hiệu chỉnh theo một cách nào đó.
Hawking cũng duy trì bộ mặt công chúng của ông, bao gồm việc đem khoa học tới một lớp công chúng rộng rãi hơn. Năm 1992 phiên bản phim tài liệu "Lược sử Thời gian"–do Errol Morris đạo diễn và Steven Spielberg sản xuất-được trình chiếu. Hawking đã muốn bộ phim liên quan tới khoa học hơn là chân dung tiểu sử ông, nhưng người ta đã thuyết phục ông chấp nhận bộ phim phần lớn gồm những cuộc phỏng vấn liên quan tới ông. Phim nhận nhiều phê bình tích cực nhưng không được phát hành rộng rãi. Một tập hợp các tiểu luận dễ tiếp cận, các phỏng vấn và buổi nói chuyện của ông xuất bản năm 1993 dưới tên Lỗ Đen và những Vũ trụ Sơ sinh, cùng các Tiểu luận khác (tựa gốc tiếng Anh: Black Holes and Baby Universes and Other Essays), trong khi một sê-ri chương trình truyền hình sáu phần "Vũ trụ của Stephen Hawking" và cuốn sách ăn theo xuất theo năm 1997. Như Hawking nhấn mạnh, lần này trọng tâm tuyệt đối dành cho khoa học.
Ông cũng xuất hiện vài lần trước truyền thông đại chúng. Trong bữa tiệc nhân dịp phát hành phim "Lược sử Thời gian", Leonard Nimoy, người đóng vai Spock trong Star Trek, biết được rằng Hawking hứng thú với việc xuất hiện trong chương trình. Nimoy đã tiến hành các liên lạc cần thiết và Hawking xuất hiện với tư cách bản thân trong sê-ri Star Trek: The Next Generation năm 1993. Cùng năm đó, giọng nói tổng hợp của ông được thu âm cho bài hát Keep Talking của ban nhạc Pink Floyd và xuất hiện năm 1999 trong sê-ri hài kịch tình huống The Simpsons.
Trong những năm 1990, Hawking chấp nhận cởi mở hơn trong việc đóng vai trò như hình mẫu của những người tàn tật, bao gồm việc thuyết trình về chủ đề này và tham gia vào các hoạt động gây quỹ. Vào thời điểm chuyển giao thế kỷ, ông và mười một danh nhân khác ký vào bản "Hiến chương Thiên niên kỷ thứ ba cho Người tàn tật", kêu gọi các chính phủ ngăn cản sự thương tật và bảo vệ quyền của người tật nguyền.
Năm 1999, Hawking nhận Giải Julius Edgar Lilienfeld của Hội Vật lý Hoa Kỳ. Cũng năm đó, Jane Hawking công bố hồi ký, Âm nhạc Chuyển động các Vì sao (tựa gốc tiếng Anh: Music to Move the Stars: A Life with Stephen), mô tả cuộc hôn nhân của bà với Hawking và sự đổ vỡ của nó. Những tình tiết bộc lộ trong sách gây một sự xúc động mạnh cho quần chúng và giới truyền thông, nhưng theo cách ông thường cư xử khi liên quan tới đời sống cá nhân, Hawking không có bình luận công khai nào ngoài việc nói ông không đọc những tiểu sử liên quan tới bản thân mình.

### 2000–2018

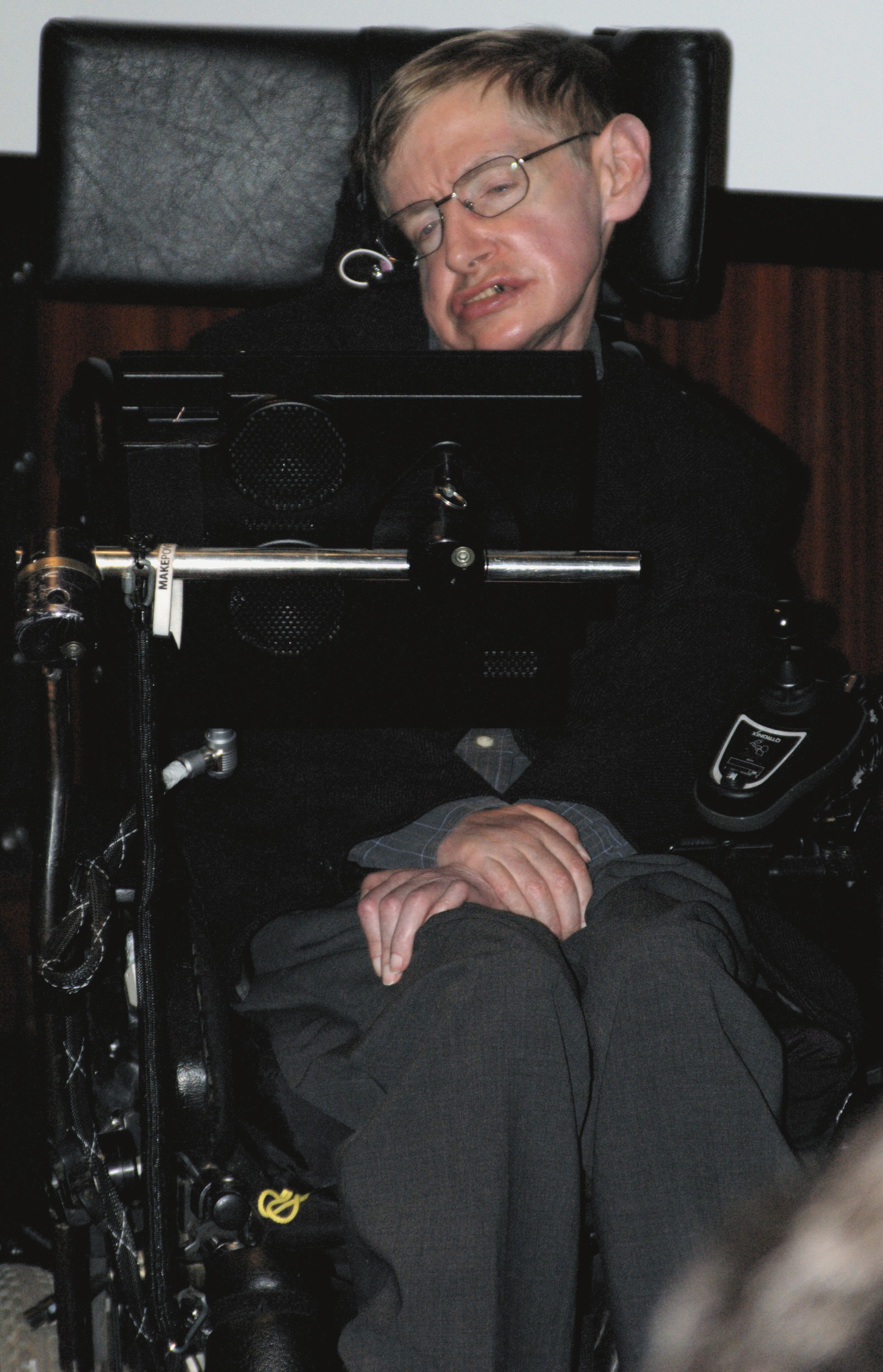
Hawking ngày 5 tháng 5 năm 2006, trong một cuộc họp báo tại Thư viện Quốc gia Pháp khai trương Phòng thí nghiệm Thiên văn học và Vật lý Hạt tại Paris và việc phát hành bản tiếng Pháp tác phẩm "Chúa tạo nên Số nguyên". Sau đám cưới thứ hai, gia đình Hawking cảm thấy bị gạt sang bên và xếp thứ yếu trong cuộc sống của ông.

Ít lâu sau đầu thế kỉ mới, và trong một giai đoạn chừng 5 năm, gia đình và những nhân viên giúp việc trở nên ngày càng lo ngại rằng nhà khoa học bị lạm dụng thể chất bởi người vợ mới độc đoán. Cảnh sát tiến hành các cuộc điều tra, nhưng chúng đều khép lại vì Hawking từ chối đưa ra khiếu nại.
Hawking tiếp tục việc viết sách phổ biến khoa học, ấn hành Vũ trụ trong vỏ hạt dẻ (tựa gốc tiếng Anh: The Universe in a Nutshell) năm 2001, và A Briefer History of Time (tạm dịch, "Lịch sử ngắn nhất của Thời gian"; ông viết cuốn này năm 2005 cùng với Leonard Mlodinow để cập nhật các kết quả nghiên cứu mới hơn và làm cho nó dễ hiểu hơn nữa), trong khi Chúa tạo nên Số nguyên (tựa gốc tiếng Anh: God Created the Integers) xuất hiện năm 2005.
Về mặt nghiên cứu lý thuyết, cùng với Thomas Hertog ở Cơ quan Năng lượng Nguyên tử châu Âu (CERN) và Jim Hartle, từ 2006 trở đi Hawking phát triển một vũ trụ học "trên-xuống", phát biểu rằng vũ trụ không phải có một trạng thái ban đầu duy nhất mà là nhiều trạng thái, và do đó là không thích hợp để hình thành một lý thuyết tiên đoán hình dạng hiện tại của vũ trụ từ một trạng thái ban đầu đặc biệt nào. Nền vũ trụ học này thừa nhận rằng hiện tại "lựa chọn" quá khứ từ sự chồng chập của nhiều lịch sử khả hữu. Khi khẳng định như vậy, lý thuyết đã đề xuất một giải pháp khả dĩ cho câu hỏi về một vũ trụ điều chỉnh chặt chẽ.
Cũng năm 2006 Hawking và Elaine lặng lẽ ly dị, và từ đó Hawking nối lại quan hệ gần gũi hơn với Jane, cũng như các con và cháu của mình. Một phiên bản hiệu chỉnh của cuốn sách trước đây của Jane, nay mang tên mới Hành trình tới Vô hạn, Cuộc đời tôi với Stephen (tựa gốc tiếng Anh: Travelling to Infinity: My Life with Stephen), xuất hiện năm 2007, phản ánh giai đoạn hạnh phúc hơn này. Năm đó Hawking và con gái Lucy xuất bản Chìa khóa Vũ trụ của George (tựa gốc tiếng Anh: George's Secret Key to the Universe), một cuốn sách thiếu nhi thiết kế để trình bày vật lý lý thuyết theo cách dễ hiểu và mô tả các nhân vật tương tự các thành viên gia đình Hawking. Cuốn sách đã ra những tập tiếp theo vào các năm 2009 và 2011.
Hawking tiếp tục xuất hiện thường xuyên trên màn ảnh: các bộ phim tài liệu có tên The Real Stephen Hawking: (2001) và "Stephen Hawking: Profile" (2002), một phim truyền hình Hawking về giai đoạn bắt đầu căn bệnh của Hawking (2004), cùng một sê-ri phim tài liệu Stephen Hawking, Master of the Universe (2008). Hawking còn xuất hiện cả trong thể loại hoạt hình như trong The Simpsons, và Futurama trong đó giọng ông tham gia lồng tiếng, và với vai chính mình trong The Big Bang Theory.
Hawking cũng tiếp tục du hành khắp nơi, bao gồm các chuyến đi tới Chile, Đảo Phục Sinh, Nam Phi, rồi Tây Ban Nha (để nhận Giải Fonseca năm 2008), Canada và nhiều chuyến đi tới Hoa Kỳ. Vì các lý do thực tế liên quan tới sự tàn tật của ông Hawking ngày càng thường xuyên di chuyển bằng máy bay phản lực cá nhân, từ 2011 đã trở thành phương tiện đi lại quốc tế duy nhất của ông.
Qua năm tháng, Hawking vẫn duy trì bộ mặt công chúng với một loạt tuyên bố gây chú ý và thường gây tranh cãi: ông từng khẳng định rằng virus máy tính là một dạng sự sống, rằng con người nên sử dụng kĩ thuật di truyền để tránh khỏi bị vượt mặt bởi máy tính, và rằng người ngoài hành tinh có lẽ tồn tại và cần tránh giao tiếp với họ vì họ có thể sẽ chinh phạt con người. Hawking bộc lộ mối lo ngại rằng sự sống trên Trái Đất bị đe dọa do "một cuộc chiến tranh hạt nhân đột ngột, một virus được lập trình gien hay các mối hiểm họa mà chúng ta còn chưa nghĩ tới". Ông xem các chuyến bay không gian và việc lập thuộc địa ngoài vũ trụ là cần thiết cho tương lai nhân loại. Mong muốn tăng cường mối quan tâm của công chúng tới các chuyến bay ra ngoài không gian và thể hiện tiềm năng của những người tàn tật, năm 2007 ông tham gia vào chuyến bay không trọng lượng trên phi thuyền mô phỏng "Vomit Comet", do tập đoàn Zero Gravity tài trợ, trong đó ông trải nghiệm trạng thái không trọng lượng tám lần.

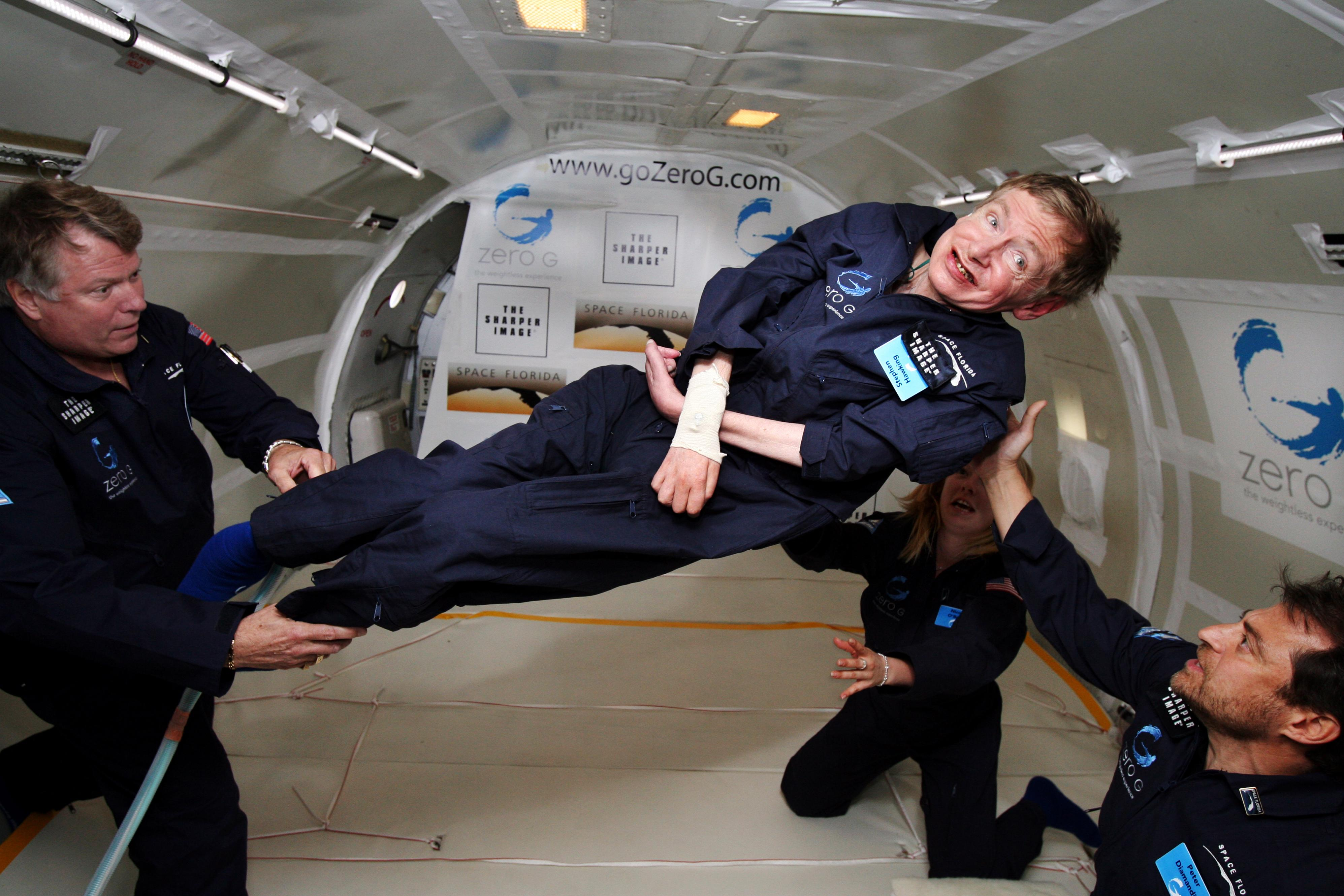
Hawking thực hiện một chuyến bay không trọng lượng trong tàu "Vomit Comet."

Là một người từ lâu ủng hộ Đảng Lao động, Hawking cũng đưa ra quan điểm của mình về nhiều đề tài chính trị. Ông bày tỏ sự ủng hộ với ứng cử viên Dân chủ Al Gore trong cuộc bầu cử Tổng thống Hoa Kỳ năm 2000, gọi Cuộc tấn công Iraq 2003 là một "tội ác chiến tranh", tẩy chay một hội thảo ở Israel do lo ngại về chính sách của Israel đối với người Palestine, duy trì chiến dịch lâu dài của ông vận động giải trừ vũ khí hạt nhân, và ủng hộ nghiên cứu tế bào gốc, hệ thống y tế toàn cầu, và hành động ngăn chặn biến đổi khí hậu. Hawking cũng dùng danh tiếng của mình để quảng bá cho một số sản phẩm và thương hiệu, bao gồm một chiếc xe lăn, National Savings, British Telecom, Specsavers, Egg Banking, và Go Compare.
Trong khuôn khổ vật lý, tới năm 2003, ngày càng có sự thống nhất rằng Hawking đã sai lầm về sự mất mát thông tin của một hố đen. Trong một bài thuyết trình năm 2004 ở Dublin, nhà vật lý đã nhận thua cuộc cá cược năm 1997 với Preskill, nhưng đồng thời mô tả giải pháp có phần mâu thuẫn của mình đối với bài toán nghịch lý thông tin, đề cập tới khả năng các hố đen có nhiều hơn một tô pô. Trong bài báo năm 2005 về chủ đề này, ông lập luận rằng nghịch lý thông tin được giải thích bằng cách kiểm tra tất cả những lịch sử tương đương của vũ trụ, với mất mát thông tin trong những vũ trụ có hố đen sẽ được triệt tiêu bởi những vũ trụ không có.
Trong một phần của một tranh luận khoa học kéo dài khác, Hawking đã khẳng định dứt khoát, và đánh cược, rằng sẽ không bao giờ tìm thấy được Boson Higgs. Hạt này, được Peter Higgs đề xuất năm 1964 trong lý thuyết Peter Higgs, trở nên có khả năng phát hiện với sự ra đời của siêu máy gia tốc Tevatron thuộc Fermilab gần Chicago và LEP (va đập electron-positron) cùng LHC (va đập hadron) tại CERN. Hawking và Higgs tham gia vào một cuộc tranh cãi nảy lửa công khai về vấn đề này năm 2002 và tiếp tục năm 2008, trong đó Higgs chỉ trích công trình của Hawking và phàn nàn rằng "vị thế nổi tiếng của Hawking đem lại cho ông ta sự tin cậy mà người khác không có." Hạt Higgs cuối cùng được tập thể hùng hồn nghiên cứu tại CERN phát hiện tháng 7 năm 2012 (và xác nhận chính thức tháng 3 năm 2013): Hawking nhanh chóng thừa nhận thua cuộc và nói rằng Higgs nên nhận được Giải Nobel Vật lý.
Sự suy yếu do bệnh tật vẫn tiếp tục, và năm 2005 ông bắt đầu phải điều khiển thiết bị giao tiếp bằng cử động của cơ má do không thể sử dụng tay nữa, với tốc độ chỉ từ mỗi phút. Điều này đặt Hawking trước nguy cơ bại liệt hoàn toàn (tiếng Anh: locked-in syndrome–LIS, tình trạng vẫn tỉnh táo nhưng không thể cử động bất cứ bộ phận nào ngoài mắt), vì vậy ông đang hợp tác với các nhà nghiên cứu về các hệ thống có thể diễn dịch các hình ảnh não bộ hoặc biểu diễn nét mặt thành phương thức kích hoạt công tắc. Đến năm 2009 ông không còn có thể tự lái xe lăn nữa. Ông ngày càng thở khó khăn hơn, đôi khi cần đến máy thở, và đã phải nhập viện vài lần. Năm 2002, trong một cuộc bầu chọn trên toàn Vương quốc Anh và Bắc Ailen, BBC đưa ông vào danh sách 100 người Anh vĩ đại nhất trong lịch sử. Hawking cũng nhận Huy chương Copley từ Hội Hoàng gia (2006), Huân chương Tự do Tổng thống (2009), và Giải thưởng Vật lý Cơ bản Nga (2012).

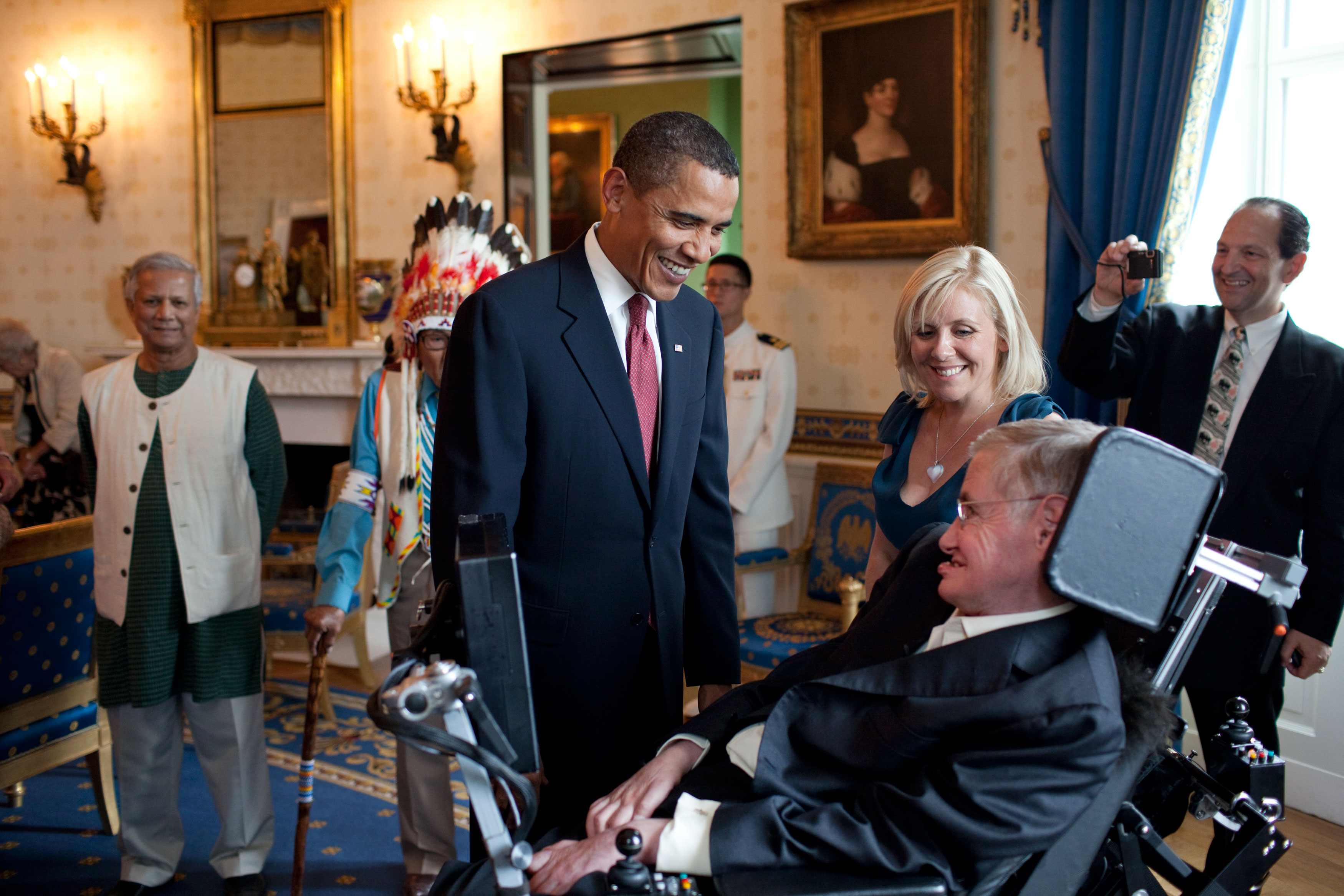
Tổng thống Hoa Kỳ Barack Obama nói chuyện với Stephen Hawking tại Phòng Xanh của Nhà Trắng trước buổi lễ giới thiệu ông và 15 người khác được trao Huân chương Tự do Tổng thống vào ngày 12 tháng 8 năm 2009.

Một số công trình đã được đặt theo tên ông, bao gồm Bảo tàng Khoa học Stephen W. Hawking ở San Salvador, El Salvador, tòa nhà Stephen Hawking ở Đại học Cambridge, và Trung tâm Stephen Hawking tại Viện Perimeter ở Canada. Với sự gắn bó của ông với thời gian, ông có vinh dự khánh thành Đồng hồ Corpus, một đồng hồ quả lắc đắt giá và tinh xảo ở Cao đẳng Corpus Christi thuộc Đại học Cambridge tháng 9 năm 2008.
Theo yêu cầu của quy chế trường đại học, Hawking nghỉ chức Giáo sư Toán học Lucasian năm 2009. Bất chấp những gợi ý rằng ông có thể rời nước Anh để phản đối những cắt giảm trợ cấp chính phủ cho các hoạt động nghiên cứu khoa học cơ bản, Hawking vẫn tiếp tục làm một giám đốc nghiên cứu ở Khoa Toán học Ứng dụng và Vật lý Lý thuyết, và không tỏ ra có kế hoạch nào về chuyện nghỉ hưu.
Hawking từng khẳng định rằng mình "không tín ngưỡng theo nghĩa thông thường" và rằng ông tin "vũ trụ được vận hành bằng các định luật khoa học. Các định luật đó có thể được Chúa Trời ban bố, nhưng Chúa không can thiệp để phá vỡ chúng." Trong một bài phỏng vấn trên tờ The Guardian, Hawking xem quan niệm về Thiên đường là một huyền thoại, tin rằng "không có thiên đường hay thế giới bên kia" và rằng một khái niệm như thế là "một truyện cổ tích dành cho những người sợ bóng tối." Năm 2011, khi dẫn tập đầu tiên của sê-ri truyền hình Curiosity trên Discovery Channel, Hawking tuyên bố rằng "Không có Chúa. Không ai tạo nên vũ trụ và không ai định vận mệnh chúng ta. Điều này dẫn tôi tới một nhận thức sâu sắc rằng chắc hẳn cũng không có cả thiên đường lẫn thế giới bên kia."
Tại Hội nghị Zeitgeist do Google tổ chức năm 2011, Hawking nói rằng "triết học đã chết". Ông tin rằng các triết gia "không bắt kịp với những tiến bộ khoa học hiện đại" và rằng các nhà khoa học "đã trở thành người mang ngọn đuốc khám phá trong cuộc truy tầm tri thức của chúng ta." Ông nói rằng các vấn đề triết học có thể được khoa học trả lời, đặc biệt là những lý thuyết khoa học mới "dẫn chúng ta tới một bức tranh mới và hết sức khác biệt về vũ trụ và vị trí của chúng ta trong nó". Tháng 8 năm 2012, Hawking dẫn chương trình đoạn Khai sáng trong lễ khai mạc Thế vận hội Paralympic 2012.

### Qua đời
Stephen Hawking qua đời tại nhà riêng ở Cambridge, Anh, vào sáng sớm ngày 14 tháng 3 năm 2018 ở tuổi 76. Gia đình ông đã thông báo chính thức về sự ra đi của ông, tuy nhiên chưa tiết lộ nguyên nhân, chỉ nói rằng ông "đã ra đi bình an".
Ngày sinh của Hawking (8 tháng 1 năm 1942) đúng 300 năm sau ngày mất của Galileo Galilei (8 tháng 1 năm 1642). Ông qua đời vào ngày số Pi, và đây cũng là ngày sinh của Albert Einstein (14 tháng 3 năm 1879). Một điểm trùng hợp khác là cả Einstein và Hawking đều qua đời vào năm 76 tuổi.
Những người con của Hawking gồm có Lucy, Robert và Tim đã nói rằng "Chúng tôi đau buồn sâu sắc vì người cha yêu dấu của mình đã qua đời. Ông là một nhà khoa học và là một người đàn ông tuyệt vời, người mà những cống hiến và di sản của mình sẽ sống mãi nhiều năm nữa. Sự dũng cảm, can trường cộng với trí tuệ, khiếu hài hước của ông đã truyền cảm hứng cho mọi người trên khắp thế giới. Đã có lần ông từng nói, ‘Vũ trụ sẽ chẳng có nhiều ý nghĩa nếu như đó không phải là mái nhà chở che cho những người bạn yêu thương’. Chúng con sẽ nhớ mãi hình ảnh của cha."

## Đời tư

### Hôn nhân
Khi Hawking làm nghiên cứu sinh tại Cambridge, ông có mối quan hệ với Jane Wilde, một người bạn của em gái ông. Hai người đã gặp nhau trước khi ông được chẩn đoán mắc bệnh neurone vận động, và quan hệ tiếp tục phát triển. Hai người đã đính hôn vào tháng 10 năm 1964. –  Sau đó, Hawking nói rằng lễ đính hôn này đã cho ông "cái gì đó để sống" –  và hai người đã kết hôn vào ngày 14 tháng 7 năm 1965.
Trong những năm đầu tiên của cuộc hôn nhân, Jane đã sống ở Luân Đôn trong tuần khi cô hoàn thành bằng cử nhân, và họ đã đi du lịch đến Hoa Kỳ nhiều lần để dự các hội nghị và liên quan đến vật lý. Cặp đôi này gặp khó khăn khi tìm nhà ở trong khoảng cách đi bộ của Hawking tới Bộ môn Toán học Ứng dụng và Vật lý Lý thuyết (DAMTP). Jane bắt đầu học tiến sĩ, đứa con đầu lòng của họ là một người con trai, tên Robert ra đời năm 1967. Con gái Lucy, ra đời năm 1970. Đứa con thứ ba, Timothy, được sinh ra vào tháng 4 năm 1979.
Hawking hiếm khi thảo luận về bệnh tật và những thách thức về cơ thể của mình, thậm chí - trong một tiền lệ được đặt ra trong thời gian tán tỉnh Jane. Sự tàn tật của ông có nghĩa là trách nhiệm của gia đình đặt trên toàn bộ đôi vai người vợ ngày càng cảm thấy quá tải của ông, giúp cho ông có nhiều thời gian hơn để suy nghĩ về vật lý. Sau khi được bổ nhiệm vào năm 1974 để đảm nhiệm vị trí một năm tại Viện Công nghệ California ở Pasadena, California, Jane đề nghị rằng một sinh viên sau đại học hoặc sau tiến sĩ đến sống với họ và giúp đỡ chăm sóc Hawking. Hawking đã chấp nhận, và Bernard Carr đã cùng họ đi du lịch với tư cách là sinh viên đầu tiên trong số nhiều sinh viên hoàn thành vai trò này. Hai người đã trải qua một năm hạnh phúc và hấp dẫn ở Pasadena.
Hawking trở lại Cambridge năm 1975, ở tại ngôi nhà mới và nhận một công việc mới, với tư cách là Associate Professor. Don Page, người mà Hawking đã bắt đầu một tình bạn tại Caltech, đã đến làm việc với vai trò trợ lý sinh viên ở tại nhà ông. Với sự giúp đỡ của Page và của một thư ký, trách nhiệm của Jane đã giảm xuống để cô có thể quay lại làm nốt luận văn và tập trung vào thú vui mới là ca hát.
Vào tháng 12 năm 1977, Jane đã gặp nhạc công đàn organ Jonathan Hellyer Jones khi hát trong dàn hợp xướng của nhà thờ. Hellyer Jones trở nên gần gũi với gia đình Hawking, và vào giữa những năm 1980, Jones và Jane đã phát triển quan hệ tình cảm lãng mạn với nhau. Theo Jane, Hawking đã chấp nhận việc này, nói rằng "Hawking sẽ không phản đối nếu tôi vẫn yêu anh ấy." Jane và Hellyer Jones quyết tâm không phá vỡ gia đình, và mối quan hệ của họ duy trì ở mức tình cảm lãng mạn trong một thời gian dài.
Vào những năm 1980, cuộc hôn nhân của Hawking đã bị căng thẳng sau nhiều năm. Jane cảm thấy bị quá tải do các y tá và trợ lý cần thiết đã xâm nhập sau vào cuộc sống gia đình của hai người. Ảnh hưởng của sự nổi tiếng của Hawking là thách thức đối với các đồng nghiệp và thành viên trong gia đình, trong khi viễn cảnh về sống cuộc hôn nhân như truyện cổ tích trên toàn thế giới đã gây sức ép lớn cho họ. Quan điểm của Hawking về tôn giáo cũng tương phản với đức tin Kitô giáo mạnh mẽ của Jane và gây ra căng thẳng. Vào cuối những năm 1980, Hawking đã gần gũi với một trong số y tá của mình, Elaine Mason, và làm một số đồng nghiệp, người chăm sóc và các thành viên trong gia đình không hài lòng, những người này bị xáo trộn bởi sức mạnh tính cách và khả năng tự bảo vệ bản thân của cô. Hawking nói với Jane rằng ông sẽ bỏ cô để đến với Mason và rời khỏi gia đình vào tháng 2 năm 1990. Sau khi ly hôn với Jane vào năm 1995, Hawking đã kết hôn với Mason vào tháng 9, và tuyên bố "Thật tuyệt vời – tôi đã kết hôn với người phụ nữ mà tôi yêu."

### Stephen Hawking trong văn hóa
Năm 1988, Stephen Hawking tham gia chương trình phim tài liệu God, the Universe and Everything Else cùng với Arthur C. Clarke và Carl Sagan trao đổi về thuyết Vụ Nổ Lớn, Chúa và sự sống ngoài Trái Đất.
Hawking cho phép sử dụng giọng nói có bản quyền của mình trong bộ phim tiểu sử Thuyết vạn vật (2014), ông được thể hiện bởi Eddie Redmayne (vai diễn đã giúp anh giành giải Oscar). Hawking đã được giới thiệu tại Monty Python Live (Mostly) vào năm 2014. Ông đã được trình bày để hát một phiên bản mở rộng của “Bài hát Galaxy”, sau khi chạy xuống Brian Cox bằng chiếc xe lăn của ông, trong một video được quay trước.
Hawking đã sử dụng danh tiếng của bản thân để quảng cáo các sản phẩm, bao gồm xe lăn, National Savings, British Telecom, Specsavers, Egg Banking và Go Compare Vào năm 2015, ông đã đăng ký nhãn hiệu cho tên của mình.
Được phát sóng vào tháng 3 năm 2018 chỉ một hoặc hai tuần trước khi qua đời, Hawking là người lồng tiếng cho The Book Mark II trên loạt đài phát thanh The Hitchhiker's Guide to the Galaxy, và ông là khách mời của Neil deGrasse Tyson trên StarTalk.

### Giải thưởng và vinh danh
- Giải Lilienfeld năm 1999.[308]
- Giải Breakthrough năm 2013 cho khám phá ra bức xạ Hawking từ lỗ đen, và những đóng góp sâu sắc của ông đối với lực hấp dẫn lượng tử và các khía cạnh lượng tử của vũ trụ sơ khai và nhiều giải thưởng khác.[309]

## Tác phẩm

### Công trình học thuật tiêu biểu
- Hawking, S. W.; Penrose, R. (1970). "The Singularities of Gravitational Collapse and Cosmology". Proceedings of the Royal Society A: Mathematical, Physical and Engineering Sciences. Quyển 314 số 1519. tr. 529–548. Bibcode:1970RSPSA.314..529H. doi:10.1098/rspa.1970.0021.
- Hawking, S. (1971). "Gravitational Radiation from Colliding Black Holes". Physical Review Letters. Quyển 26 số 21. tr. 1344–1346. Bibcode:1971PhRvL..26.1344H. doi:10.1103/PhysRevLett.26.1344.
- Hawking, S.W. (1972). "Black holes in general relativity". Communications in Mathematical Physics. Quyển 25 số 2. tr. 152–166. Bibcode:1972CMaPh..25..152H. doi:10.1007/BF01877517.
- Hawking, S. W. (1974). "Black hole explosions?". Nature. Quyển 248 số 5443. tr. 30–31. Bibcode:1974Natur.248...30H. doi:10.1038/248030a0.
- Hawking, S.W. (1982). "The development of irregularities in a single bubble inflationary universe". Physics Letters B. Quyển 115 số 4. tr. 295–297. Bibcode:1982PhLB..115..295H. doi:10.1016/0370-2693(82)90373-2.
- Hartle, J.; Hawking, S. (1983). "Wave function of the Universe". Physical Review D. Quyển 28 số 12. tr. 2960–2975. Bibcode:1983PhRvD..28.2960H. doi:10.1103/PhysRevD.28.2960.
- Hawking, S. (2005). "Information loss in black holes". Physical Review D. Quyển 72 số 8. arXiv:hep-th/0507171. Bibcode:2005PhRvD..72h4013H. doi:10.1103/PhysRevD.72.084013.

### Tác phẩm phổ biến khoa học
- A Brief History of Time (1988)[91]
  - Bản tiếng Việt: Lược sử thời gian, Cao Chi và Phạm Văn Thiều dịch, Hà Nội: Nhà xuất bản Khoa học và Kỹ thuật, 1995;
- Black Holes and Baby Universes and Other Essays (1993)[91][310]
- The Universe in a Nutshell (2001)[91]
  - Bản tiếng Việt: Vũ trụ trong vỏ hạt dẻ, Nguyễn Tiến Dũng và Vũ Hồng Nam dịch, Đặng Vĩnh Thiên và Chu Hảo hiệu đính, Thành phố Hồ Chí Minh: Nhà xuất bản Trẻ & Tạp chí Tia Sáng, 2017[311]
  - Bản dịch khác: Vũ trụ trong một vỏ hạt, Dạ Trạch dịch, Võ Quang Nhân hiệu đính
- On The Shoulders of Giants. The Great Works of Physics and Astronomy, (Running Press 2002) ISBN 0-7624-1698-X[91]
- God Created the Integers: The Mathematical Breakthroughs That Changed History (2005)[91]
- The Dreams That Stuff Is Made of: The Most Astounding Papers of Quantum Physics and How They Shook the Scientific World (2011)[91]
- My Brief History (2013)[91]
  - Bản tiếng Việt: Lược Sử Đời Tôi, Vũ Ngọc Tú dịch, Nhà xuất bản Trẻ, 2016[312]
- Brief Answers to the Big Questions (2018)[91]
  - Bản tiếng Việt: Stephen Hawking - Trả Lời Ngắn Gọn Những Câu Hỏi Lớn, Nguyễn Văn Liễn dịch, Nhà xuất bản Trẻ, 2020[313]

### Đồng tác giả
- The Nature of Space and Time (cùng viết với Roger Penrose) (1996)[91]
- The Large, the Small and the Human Mind (cùng viết với Roger Penrose, Abner Shimony và Nancy Cartwright) (1997)[91]
- The Future of Spacetime (cùng viết với Kip Thorne, Igor Novikov, Timothy Ferris và giới thiệu bởi Alan Lightman, Richard H. Price) (2002)[91]
- A Briefer History of Time (cùng viết với nhà vật lý người Mỹ sinh năm 1954 Leonard Mlodinow) (Bantam Books 2005) ISBN 0-553-80436-7[91]
- The Grand Design, cùng viết với Leonard Mlodinow, (Bantam Press 2010) ISBN 0-553-80537-1[91]
  - Bản dịch tiếng Việt: Bản Thiết kế Vĩ đại, Phạm Văn Thiều, Tô Văn Hạ dịch, Nhà xuất bản Trẻ, 2012[314]

### Lời tựa
- Black Holes & Time Warps: Einstein's Outrageous Legacy (Kip Thorne, và giới thiệu bởi Frederick Seitz) (1994)
- The Physics of Star Trek (Lawrence Krauss) (1995)

### Truyện thiếu nhi
Đồng tác giả với con gái, Lucy.

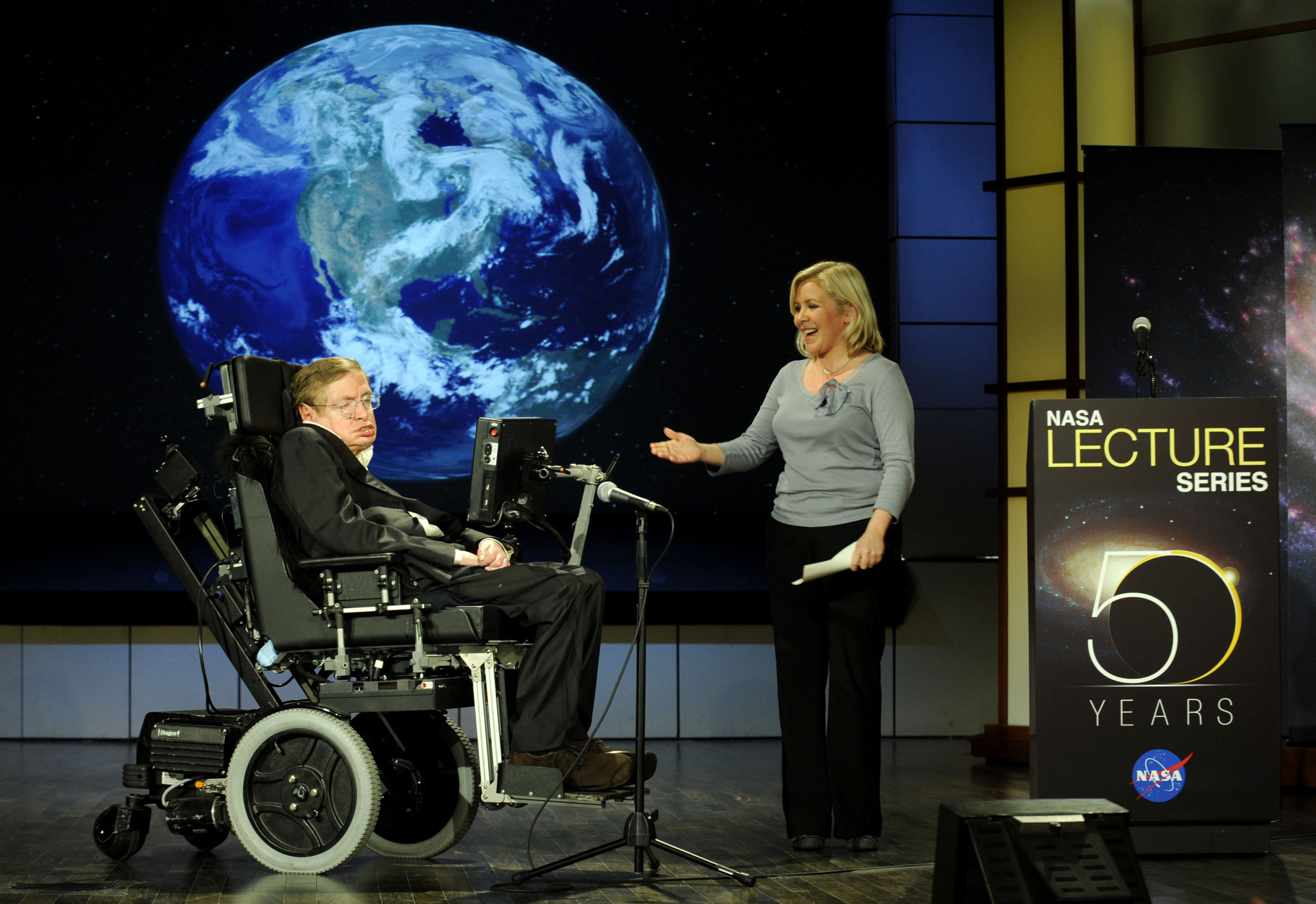
Stephen Hawking được con gái mình, Lucy Hawking, giới thiệu tại buổi thuyết trình nhân dịp kỉ niệm NASA 50 tuổi

- George's Secret Key to the Universe (2007)[91]
  - Bản dịch tiếng Việt: Chìa khóa Vũ trụ của George, Lê Minh Đức Dịch, Nhà xuất bản Văn học & Nhã Nam, 2008[315]
- George's Cosmic Treasure Hunt (2009)[91]
- George and the Big Bang (2011)[91]
  - Bản dịch tiếng Việt: George Và Vụ Nổ Big Bang, Lê Minh Đức Dịch, Nhà xuất bản Văn học & Nhã Nam, 2016[316]
- George and the Unbreakable Code (2014)[91]
- George and the Blue Moon (2016)[91]
- Unlocking the Universe (2020)[91]

### Phim và chương trình truyền hình
- A Brief History of Time (1992)[317]
- Stephen Hawking's Universe (1997)[318][136]
- Hawking (2004) – BBC television film (2004) do diễn viên Benedict Cumberbatch đảm nhiệm
- Horizon: The Hawking Paradox (2005)[319]
- Masters of Science Fiction (2007)[320]
- Stephen Hawking: Master of the Universe (2008)[321]
- Into the Universe with Stephen Hawking (2010)[322]
- Brave New World with Stephen Hawking (2011)[323]
- Stephen Hawking's Grand Design (2012)[324]

- The Big Bang Theory (2012, 2014–2015, 2017)
- Stephen Hawking: A Brief History of Mine (2013)
- The Theory of Everything (2014): phim về quá trình chống chọi với căn bệnh thần kinh vận động của ông, và những thành công ông đạt được trong nghiên cứu vật lý. Vai diễn Stephen Hawking do diễn viên 22 tuổi Eddie Redmayne đảm nhiệm, với vai vợ ông do Felicity Jones đóng.[325]
- Genius by Stephen Hawking (2016)